# 50 palos
50 palos es el décimo disco de estudio de Jarabe de Palo. Se publicó en España, México e Italia en 2017. Es un disco doble con 21 canciones de antiguos discos y 1 canción inédita, todas ellas interpretadas al piano.
Al mismo tiempo que el disco, se publicó un libro del mismo nombre. El título proviene de los 50 años de Pau Donés.
Entre mayo y junio de 2017 el disco se presentó en la gira homónima, recorriendo varias ciudades de España y Estados Unidos.

## Lista de canciones
1. "Humo" (BSO Estoy vivo)
2. "Grita"
3. "Tiempo"
4. "Depende"
5. "Estamos prohibidos"
6. "Agua"
7. "Dos días en la vida"
8. "Mama"
9. "La Flaca"
10. "No te duermas"
11. "Tú me hacías sonreir"
12. "Mucho más mucho mejor"
13. "Dicen"
14. "Me gusta como eres"
15. "Completo incompleto"
16. "El lado oscuro"
17. "Bonito"
18. "¡Yep!"
19. "Que bueno"
20. "Déjame vivir"
21. "Te miro y tiemblo"
22. "Hoy no soy yo"